# Вајат (Мисури)
Вајат (енгл. Wyatt) град је у америчкој савезној држави Мисури.

## Демографија
По попису из 2010. године број становника је 319, што је 45 (-12,4%) становника мање него 2000. године.
| Група             | 2000.       | 2010.       |
| Белци             | 327 (89,8%) | 268 (84,0%) |
| Афроамериканци    | 25 (6,9%)   | 48 (15,0%)  |
| Азијати           | 0 (0,0%)    | 0 (0,0%)    |
| Хиспаноамериканци | 0 (0,0%)    | 1 (0,3%)    |
| Укупно            | 364         | 319         |